# 사키하나역
사키하나역(일본어: 咲花駅)은 일본 니가타현 고센시에 위치한 동일본 여객철도 반에쓰사이선의 철도역이다. 단선 승강장 1면 1선의 구조를 갖춘 지상역이다.

## 역 주변
- 사키하나 온천

## 역사
- 1961년 11월 1일 : 일본국유철도의 역으로서 개업.
- 1987년 4월 1일 : 일본국유철도 분할 민영화에 의해, 동일본 여객철도가 승계.
- 2014년
  - 2월 20일 : 역사가 개축됨.
  - 4월 5일 : 역사 리뉴얼 오픈 행사가 개최됨.

## 인접 역
| 동일본 여객철도 ■ 반에쓰사이선 | 동일본 여객철도 ■ 반에쓰사이선 | 동일본 여객철도 ■ 반에쓰사이선 |
| ------------------------------ | ------------------------------ | ------------------------------ |
| 미카와 아이즈와카마쓰 방면     | □ 쾌속 '아가노'                | 마오로시 니쓰 · 니가타 방면    |
| 히가시게조 고리야마 방면       | ■ 보통                         | 마오로시 니쓰 방면             |